# بنجامين روذرفورد فيتز
بنجامين روذرفورد فيتز (بالإنجليزية: Benjamin Rutherford Fitz)‏ هو رسام أمريكي، ولد في 5 فبراير 1855 في نيويورك في الولايات المتحدة، وتوفي في 1891 في بيكونيك في الولايات المتحدة.